# Radio Piterpan
Radio Piterpan è un'emittente radiofonica con copertura pluriregionale (Triveneto, Lombardia, Emilia-Romagna, Torino, Toscana, Umbria, Roma, Napoli e Caserta) con sede a Castelfranco Veneto e facente parte del gruppo Klasse Uno Network. 
Nel 2021 Radio Piterpan diventa la prima radio del Veneto fonte T.E.R. I semestre 2021.

## Storia
Nasce il 1º luglio 1996 quando l'imprenditore Roberto Zanella rileva la stazione Radio Alfa di Treviso.

## Canale televisivo
Il 2º ottobre 2017 inizia le trasmissioni PiterpanTV, il canale televisivo dell'emittente radiofonica, alla numerazione 272 del digitale terrestre e visibile in Veneto e Friuli-Venezia Giulia. Rispetto alla radio, esso ha un palinsesto a parte: infatti, si limita a mandare in onda solo i video musicali delle canzoni in programmazione e la pubblicità. Nonostante ciò nel 2020, nel periodo della quarantena, per far compagnia agli ascoltatori costretti alla reclusione, venne trasmesso in sincronia tra radio e televisione "Lo Sfogatoio" con Marco Baxo e Fedro Francioni, ma anche diversi DJ Set organizzati dai vari conduttori e disc jockey della radio. Nel 2022 il canale lascia il 272, restando visibile in Friuli all'LCN 76, mentre in Veneto il canale diventa accessibile solo attraverso il servizio HBBTV.

## Programmazione
Il palinsesto della radio è incentrato maggiormente sulla musica dance, vecchia e nuova, affiancata dalle hit pop del momento.

## Loghi

Logo in uso dal 2012.

### Programmi attualmente in onda
- Lo Sfogatoio
- Piterpan 90210
- Mi Cassa Es Tu Cassa
- Techno Classic
- Miami Flow Latino
- Piterpan BoomBox
- Piterpan Tanta Roba!
- Pleasure Night
- Piterpan Generation
- Servizio In Camera
- Piterpan Stream On
- Piterpan a Manetta
- #ArrivaRudeejay
- Pompo Nelle Casse
- The Remix Show
- Piterpan Happy Ending
- Piterpan Club Chart
- More Music In The Mix
- Piterpan All In
- Piterpan Remastered
- Tik Talk Show
- The House Family
- Piterpan N2deep
- Asbronzatissimi
- Born2Dance
- Club Vibes
- PiterPanico
- La Scoteca
- House Gallery
- Mastermind